# Runcina prasina
Runcina prasina is een slakkensoort uit de familie van de Runcinidae. De wetenschappelijke naam van de soort werd voor het eerst geldig gepubliceerd in 1863 door Mörch.